# برناردین دورن
برناردین رائه دورن ( به انگلیسی: Bernardine Rae Dohrn ) (زاده ۱۲ ژانویه ۱۹۴۲) استاد حقوق بازنشسته و رهبر سابق سازمان ستیزه جوی چپ افراطی Weather Underground در ایالات متحده است. دورن به عنوان سرپرست سازمان هواشناسی در اوایل دهه 1970، برای چندین سال در لیست ده فراری تحت تعقب در آمریکا قرار داشت، اما او همچنان پس از حذف نامش از این لیست، فراری باقی ماند و تلاش کرد تا در مخافل عمومی ظاهر نشود. پس از بیرون آمدن از مخفیگاه در سال 1980، دورن به اتهامات بزه‌کاری در رابطه با وثیقه و پرش با وثیقه اعتراف کرد.
دورن توانست در سال 1967 از دانشکده حقوق دانشگاه شیکاگو فارغ التحصیل شود. در میانۀ سال های 1970 تا 1980، او در شرکت حقوقی Sidley & Austin استخدام و مشغول به کار شد. دورن از سال 1991 تا 2013، به عنوان دانشیار بالینی حقوق در مرکز عدالت کودکان و خانواده در دانشکده حقوق دانشگاه نورث وسترن به فعالیت می‎‌پرداخت. او با بیل آیرز ، یکی از بنیانگذاران Weather Underground ازدواج کرده است.

## زندگی شخصی
برناردین دورن در سال 1942 با نام برناردین اورنشتاین در ایالت شیکاگو، ایلینویز چشم به جهان گشود. او در کودکی به خلیج Whitefish ، حومه طبقه متوسط میلواکی رفت و سال‌های متمادی از دوران کودکی خویش را در آن جا گذارند.  برنارد دی. پدر او، یک آمریکایی یهودی بود، می‌توان گفت که مهم‌ترین دلیل برای تغییر نام او، پنهان کردن هویت واقعی او بود.  مادرش، دوروتی (با نام خانوادگی سودربرگ)، از پیشینه سوئدی و یک دانشمند مسیحی بود. دورن از دبیرستان Whitefish Bay فارغ التحصیل شد، او به عنوان یک صحنه‌گردان،  خزانه دار کلوپ رقص مدرن و عضو انجمن ملی افتخار و سردبیر روزنامه مدرسه بود.
او پس از گذراندن یک سال تحصیلی در دانشگاه میامی به دانشگاه آکسفورد، اوهایو رفته و به ادامه تحصیل پرداخت و سپس گذراندن این مدت نیز، به دانشگاه شیکاگو منتقل شد و در نهایت توانست در سال 1963 با درجه عالی در رشته علوم سیاسی فارغ التحصیل شود. دورن دانشنامۀ حقوق خود را در سال 1967 از دانشکده حقوق دانشگاه شیکاگو دریافت کرد. او در حین تحصیل در دانشکده حقوق، در کنار رهبر جنبش حقوق مدنی مارتین لوتر کینگ جونیور آغاز به فعالیت کرد و به عنوان یکی از اولین سازمان دهندگان دانشجویان حقوق وارد انجمن ملی وکلای دادگستری شد.
 

## فعالیت‌های شغلی و حرفه‌ای

### تحصیل در جهت مشارکت در تشکیل جامعه دموکراتیک
دورن در اواخر دهه 1960 توانست به عنوان یکی از رهبران جنبش جوانان انقلابی (RYM)، یک شاخه رادیکال در دانشگاه ایجاد کند و به عنوان یکی از اعضای انجمن دانشجویی برای تشکیل یک جامعه دموکراتیک مشغول به فعالیت شود. او به همراه ده عضو دیگر این انجمن که فعالیت های خویش را در زمنیه های مرتبط با جنبش جوانان انقلابی انجام می دادند، در 18 ژوئن 1969، مانیفستی شانزده هزار کلمه‌ای را با عنوان «شما به هواشناس نیاز ندارید تا بدانید باد از کدام طرف می وزد.» در مجله‌ای با عنوان «یادداشت‌های چپ جدید» منتشر کرد. این عنوان برگرفته از آهنگ باب دیلن ، " Subterranean Homesick Blues " است. در این مانیفست آمده بود که «هدف [این انقلاب] نابودی امپریالیسم آمریکا و دستیابی به جهانی بی طبقه است: کمونیسم جهانی».

در بخش پایانی این مانیفست آمده است:
جنبش جوانان انقلابی، باید به عنوان یک سازمان مستقل، به سازماندهی عوامل مؤثری که می‌تواند در زمینۀ بقای او گام بردارد، بپردازد و میدان نبرد دیگری را برای ایجاد یک انقلاب تازه ایجاد کند. این نقلاب، برای ما به مثابۀ یک یک جنگ است. وقتی این جنبش در این کشور بتواند در برابر سرکوب‌هایی که از سوی دولت انجام می‌شود، از خود دفاع نظامی کند، در بخشی از این جنگ بزرگ پیروز شده است و گام‌های مؤثری را در جهت پیروزی برداشته است. دستیابی به این امر، مستلزم تشکیل یک کادر فعال رازداری مؤثر، خوداتکایی در میان کادرها است. . .
این مانیفست همچنین از افراد دارای تابعیت آفریقایی-آمریکایی، به عنوان «مستعمره‌های سیاه» در داخل دولت ایالات متحده یاد می‌کرد که همواره در حال گسترش بیش از حد خود هستند. در این فرایند، وجود یک بازنگری ضروری به نظر می‌رسید. دورن در این نشست اعتقاد داشت: «بهترین کاری که می‌توان در این بازه زمانی برای این تشکل، و همچنین افرادی که او از آنها با عنوان پلنگ‌های سیاهیاد می‌کرد و مبارزات آزادی‌بخش انقلابی سیاهان انجام داد، ساختن یک جنبش انقلابی بر علیه سفیدپوستان است».

1. 1 2  Grathwohl, Larry, and Frank, Reagan, Bringing Down America: An FBI Informant in with the Weathermen, Arlington House, 1977, page 103
2. ↑  Lear, Patricia Rebel Without a Pause بایگانی‌شده  در ۲۰۰۸-۰۵-۰۹ توسط Wayback Machine, Chicago, May 1993. Retrieved October 9, 2008.
3. ↑  Wyatt-Brown, Bertram (Winter 1975). "John Brown, Weathermen, and the Psychology of Antinomian Violence". Soundings: An Interdisciplinary Journal. 58: 417–440, at pp. 435–436. JSTOR 41177972.
4. ↑  Multiple sources:
5. ↑  "The Department of Greek and Latin at The Ohio State University". Omega.cohums.ohio-state.edu. Archived from the original on 2006-09-15. Retrieved 2010-11-06.
6. ↑  Siegel, Bill (2004). "The Weather Underground". American Historical Review. {{cite journal}}: Unknown parameter |displayauthors= ignored (|display-authors= suggested) (help)
7. 1 2  Kolbert, Elizabeth, "The Prisoner," The New Yorker Magazine, July 16, 2001, page 49.
8. 1 2  "You Don't Need A Weatherman To Know Which Way The Wind Blows : Free Download & Streaming : Internet Archive". Internet Archive. 1969.